# Gare de Kaiseraugst
La gare de Kaiseraugst (en allemand Bahnhof Kaiseraugst) est la gare de Kaiseraugst, en Suisse.

## Service voyageurs

### Desserte
| Origine  | Arrêt précédent         | Train | Train | Train | Arrêt suivant        | Destination         |
| -------- | ----------------------- | ----- | ----- | ----- | -------------------- | ------------------- |
| Bâle CFF | Pratteln-Salina Raurica |       | S     |       | Rheinfelden-Augarten | Frick ou Laufenburg |